# Monaster Zaśnięcia Matki Bożej w Nowym Dworze
Monaster Zaśnięcia Matki Bożej – męski klasztor w Nowym Dworze (rejon piński obwodu brzeskiego Białorusi). Został utworzony jako wspólnota męska w 1618, z fundacji Grzegorza Wołodkowicza, na miejscu, gdzie według cerkiewnej tradycji istniał między XIII a XV w. klasztor założony przez metropolitę kijowskiego Piotra. W 1743 przeszedł w ręce unickiego zakonu bazylianów, po rozbiorach został na polecenie władz carskich przekształcony w klasztor prawosławny, zaś w 1817 całkowicie zlikwidowany.

## Historia
Tradycja cerkiewna łączy początki życia mniszego w Nowym Dworze z postacią Piotra, metropolity kijowskiego, urodzonego na Wołyniu. Duchowny ten przed chirotonią biskupią miał sam żyć w klasztorze w Nowym Dworze, jak również napisać dla niego ikonę Zaśnięcia Matki Bożej, wystawioną w głównej cerkwi monasterskiej i znaną jako wizerunek cudotwórczy. Monaster ten, podlegający bezpośrednio eparchii turowsko-pińskiej, przestał istnieć w XV w..
Według innych źródeł męski klasztor prawosławny w Nowym Dworze powstał w XVI w., lub też został utworzony dopiero w 1618 jako fundacja Grzegorza Wołodkowicza, choć istnienie i kult ikony napisanej przez metropolitę Piotra nie ulega wątpliwości. W XVII w. klasztor podlegał monasterowi Świętego Ducha w Wilnie.
Z 1722 pochodzi pierwsza informacja o przejęciu monasteru w Nowym Dworze przez Kościół unicki. W swoim liście do cara Piotra I biskup mścisławski, mohylewski i orszański Sylwester skarżył się, iż unicki biskup turowsko-piński Teofil Godebski siłą podporządkował sobie monastery w Nowym Dworze i Pińsku oraz zmusił 20 tys. miejscowych wiernych do zmiany wyznania z prawosławnego na unickie. Odrębna relacja opisuje przejęcie monasteru w Nowym Dworze przez bazylianów z monasteru w Ceprze w 1743.
Po rozbiorach Polski, na prośbę namiestnika monasteru Świętego Ducha w Wilnie, archimandryty Melchizedeka (Bohdanowicza), władze rosyjskie przekazały monaster w Nowym Dworze mnichom prawosławnym jako filię klasztoru Objawienia Pańskiego w Pińsku. W 1817 klasztor został zamknięty. Jego cerkiew funkcjonowała nadal jako świątynia parafialna i przetrwała do 1862, gdy na jej miejscu wzniesiono nową świątynię prawosławną.